# Den förlorade sonen (film, 1972)
Den förlorade sonen, svensk kortfilm från 1972.
Filmen handlar om den våg av frälsning som förekom i svenska fängelser hösten 1971 och våren 1972 och är regisserad av Stefania Lopez Svenstedt, Carl Henrik Svenstedt och Ulf Berggren.

### Webbkällor
- Den förlorade sonen på Svensk Filmdatabas